# Miss Suiza
Miss Suiza (en alemán: Miss Schweiz; en francés: Miss Suisse; en italiano: Miss Svizzera) fue un concurso de belleza nacional en Suiza llevado a cabo entre 1951 y 2018. Se encargaba de seleccionar a las representantes del país para el concurso Miss Universo.

## Historia
A finales de septiembre de 2011, el Schweizer Radio und Fernsehen anunció que ya no transmitiría el concurso debido a los bajos índices de audiencia. En 2012, el concurso se canceló por falta de financiación. En 2013, el concurso fue transmitido por Sat.1. En enero de 2019, Miss Suiza 2018 Jastina Doreen Riederer fue destituida por incumplimiento de contrato.
La empresa Miss Schweiz Organisation AG fue declarada en quiebra el 12 de noviembre de 2020. Posteriormente, se inició un procedimiento de liquidación que culminó con la declaración de cierre del procedimiento de quiebra el 12 de mayo de 2022. Como resultado, la empresa fue oficialmente eliminada del Boletín Oficial de Comercio de Suiza el 16 de mayo de 2022.

## Ganadoras
| Año  | Miss Suiza              | Cantón          |
| ---- | ----------------------- | --------------- |
| 1951 | Jacqueline Genton       | Vaud            |
| 1952 | Sylvia Müller           | Ginebra         |
| 1953 | Danielle Oudinet        | Vaud            |
| 1954 | Claudine Bühler         |                 |
| 1960 | Elaine Maurath          |                 |
| 1961 | Liliane Burnier         | Neuchâtel       |
| 1962 | Francine DeLouille      | Ginebra         |
| 1963 | Diana Tanner            | Schaffhausen    |
| 1964 | Sandra Susler           | Vaud            |
| 1966 | Hedy Frick              | Zúrich          |
| 1967 | Edith Fraefel           | Turgovia        |
| 1968 | Jeanette Biffiger       | Zúrich          |
| 1969 | Liselotte Pauli         | Argovia         |
| 1970 | Sylvia Weisser          | Zúrich          |
| 1971 | Anita Andrini           | Berna           |
| 1972 | Bianca Gubler           | Turgovia        |
| 1973 | Barbara Schottli        | Vaud            |
| 1974 | Christine Lavanchy      | Vaud            |
| 1975 | Béatrice Aschwanden     | Zúrich          |
| 1976 | Jeanette Keller         | Zúrich          |
| 1977 | Daniela Häberli         | Zúrich          |
| 1978 | Sylvia von Arx          | Basilea-Campiña |
| 1979 | Barbara Mayer           | Friburgo        |
| 1980 | Jeanette Linkenheil     | Vaud            |
| 1981 | Brigitte Voss           | Berna           |
| 1982 | Lolita Morena           | Neuchâtel       |
| 1984 | Silvia Affolter         | Zúrich          |
| 1985 | Eveline Glanzmann       | Basilea-Campiña |
| 1986 | Renate Walther          | Lucerna         |
| 1988 | Karina Berger           | Zúrich          |
| 1989 | Catherine Mesot         | Friburgo        |
| 1991 | Sandra Aegerter         | Argovia         |
| 1992 | Valérie Bovard          | Vaud            |
| 1993 | Patricia Fässler        | Zúrich          |
| 1994 | Sarah Briguet           | Valais          |
| 1995 | Stéphanie Berger        | Zúrich          |
| 1996 | Melanie Winiger         | Tesino          |
| 1997 | Tanja Gutmann           | Soleura         |
| 1998 | Sonja Grandjean         | Zúrich          |
| 1999 | Anita Buri              | Turgovia        |
| 2000 | Mahara McKay            | Argovia         |
| 2001 | Jennifer Ann Gerber     | Argovia         |
| 2002 | Nadine Vinzens          | Grisones        |
| 2003 | Bianca Sissing          | Lucerna         |
| 2004 | Fiona Hefti             | Zúrich          |
| 2005 | Lauriane Gilliéron      | Vaud            |
| 2006 | Christa Rigozzi         | Tesino          |
| 2007 | Amanda Ammann           | San Galo        |
| 2008 | Whitney Toyloy          | Vaud            |
| 2009 | Linda Fäh               | San Galo        |
| 2010 | Kerstin Cook            | Lucerna         |
| 2011 | Alina Buchschacher      | Berna           |
| 2013 | Dominique Rinderknecht  | Zúrich          |
| 2014 | Laetitia Guarino        | Vaud            |
| 2015 | Lauriane Sallin         | Friburgo        |
| 2018 | Jastina Doreen Riederer | Argovia         |

## Representación internacional

### Miss Universo
: Declarada como ganadora
     : Terminó como finalista
     : Terminó como una de las semifinalistas o cuartofinalistas
     : Terminó como ganadora de premios especiales
Entre 2014 y 2017, las representantes suizas fueron seleccionadas por organizaciones diferentes.
| Año                           | Cantón                     | Miss Suiza               | Posición en Miss Universo | Premios especiales | Notas       |
| ----------------------------- | -------------------------- | ------------------------ | ------------------------- | ------------------ | ----------- |
| 2018                          | Argovia                    | Jastina Doreen Riederer  | No clasificó              |                    |             |
| 2013                          | Zúrich                     | Dominique Rinderknecht   | Top 16                    |                    |             |
| 2012                          | Berna                      | Alina Buchschacher       | No clasificó              |                    |             |
| 2011                          | Lucerna                    | Kerstin Cook             | No clasificó              |                    |             |
| 2010                          | San Galo                   | Linda Fäh                | No clasificó              |                    |             |
| 2009                          | Vaud                       | Whitney Toyloy           | Top 10                    |                    |             |
| 2008                          | San Galo                   | Amanda Ammann            | No clasificó              |                    |             |
| 2007                          | Tesino                     | Christa Rigozzi          | No clasificó              |                    |             |
| 2006                          | Vaud                       | Lauriane Gilliéron       | Segunda finalista         |                    |             |
| 2005                          | Zúrich                     | Fiona Hefti              | Top 10                    |                    |             |
| 2004                          | Lucerna                    | Bianca Sissing           | Top 15                    |                    |             |
| 2003                          | Grisones                   | Nadine Vinzens           | No clasificó              |                    |             |
| 2002                          | Argovia                    | Jennifer Ann Gerber      | No clasificó              |                    |             |
| 2001                          | Argovia                    | Mahara McKay             | No clasificó              |                    |             |
| 2000                          | Turgovia                   | Anita Buri               | No clasificó              |                    |             |
| 1999                          | Zúrich                     | Sonja Grandjean          | No clasificó              |                    |             |
| 1998                          | Soleura                    | Tanja Gutman             | No clasificó              |                    |             |
| 1997                          | Tesino                     | Melanie Winiger          | No clasificó              |                    |             |
| 1996                          | Zúrich                     | Stéphanie Berger         | No clasificó              |                    |             |
| 1995                          | Valais                     | Sarah Briguet            | No clasificó              |                    |             |
| 1994                          | Zúrich                     | Patricia Fässler         | Top 10                    |                    |             |
| 1993                          | Vaud                       | Valérie Bovard           | No clasificó              |                    |             |
| 1992                          | Argovia                    | Sandra Aegerter          | No clasificó              |                    |             |
| 1991                          | No compitió                | No compitió              | No compitió               | No compitió        | No compitió |
| 1990                          | Friburgo                   | Catherine Mesot          | No clasificó              |                    |             |
| 1989                          | Zúrich                     | Karina Berger            | No clasificó              |                    |             |
| 1988                          | Zúrich                     | Gabriela Bigler          | No clasificó              |                    |             |
| 1987                          | Lucerna                    | Renate Walther           | No clasificó              |                    |             |
| 1986                          | Argovia                    | Eveline Nicole Glanzmann | Top 10                    |                    |             |
| 1985                          | No compitió                | No compitió              | No compitió               | No compitió        | No compitió |
| 1984                          | Zúrich                     | Silvia Anna Affolter     | No clasificó              |                    |             |
| 1983                          | Ginebra                    | Lolita Morena            | Tercera finalista         | - Miss Fotogénica  |             |
| 1982                          | Zúrich                     | Jeanette Linkenheil      | No clasificó              |                    |             |
| 1981                          | Berna                      | Brigitte Voss            | No clasificó              |                    |             |
| 1980                          | Ginebra                    | Margrit Kilchoer         | No clasificó              |                    |             |
| 1979                          | Ginebra                    | Birgit Krahel            | No clasificó              |                    |             |
| 1978                          | Appenzell Rodas Interiores | Sylvia Vonarx            | No clasificó              |                    |             |
| 1977                          | Ginebra                    | Anja Terzi               | No clasificó              |                    |             |
| 1976                          | Vaud                       | Isabelle Fischbacher     | No clasificó              |                    |             |
| 1975                          | Soleura                    | Beatrice Aschwanden      | No clasificó              |                    |             |
| 1974                          | Zúrich                     | Christine Lavanchy       | No clasificó              |                    |             |
| 1973                          | Zúrich                     | Barbara Schottli         | No clasificó              |                    |             |
| 1972                          | Zúrich                     | Anne Lisse Weber         | No clasificó              |                    |             |
| 1971                          | Tesino                     | Anita Andrini            | No clasificó              |                    |             |
| 1970                          | Turgovia                   | Diane Jane Roth          | Top 15                    |                    |             |
| 1969                          | Argovia                    | Patricie Sollner         | Top 15                    |                    |             |
| 1968                          | Valais                     | Jeanette Biffiger        | No clasificó              |                    |             |
| 1967                          | Basilea-Campiña            | Elsbeth Ruegger          | No clasificó              |                    |             |
| 1966                          | Schwyz                     | Hedy Frick               | No clasificó              |                    |             |
| 1965                          | Glaris                     | Yvette Revelly           | No clasificó              |                    |             |
| 1964                          | Vaud                       | Sandra Susler            | No clasificó              |                    |             |
| 1963                          | Grisones                   | Diana Tanner             | No clasificó              |                    |             |
| 1962                          | Tesino                     | Francine DeLouille       | No clasificó              |                    |             |
| 1961                          | Friburgo                   | Liliane Burnier          | Top 15                    |                    |             |
| 1960                          | Tesino                     | Elaine Maurath           | Top 15                    |                    |             |
| No compitió entre 1954 y 1959 |                            |                          |                           |                    |             |
| 1953                          | Appenzell Rodas Exteriores | Danielle Oudinet         | No clasificó              |                    |             |